# A Blind Bargain
A Blind Bargain (o The Octave of Claudius) è un film muto del 1922 diretto da Wallace Worsley. La sceneggiatura si basa sul romanzo The Octave of Claudius di Barry Pain pubblicato a Londra nel 1897.
La pellicola, in cui compare Wallace Beery senza essere accreditato in un cameo come un uomo scimmia, è considerato perduto.

## Trama
Robert Sandell, uno scrittore povero in canna, accetta di sottoporsi agli esperimenti del dottor Lamb senza rendersi conto del pericolo che corre. Legato al tavolo operatorio dove Lamb lo vuole sottoporre a un'operazione che dovrà provare la teoria dell'evoluzione riducendo il suo paziente in una scimmia, Robert viene salvato in extremis da un gobbo, una delle precedenti vittime di Lamb, che fa uscire dalla gabbia un uomo scimmia - altro esperimento fallito di Lamb - che si vendicherà uccidendo lo scienziato pazzo.

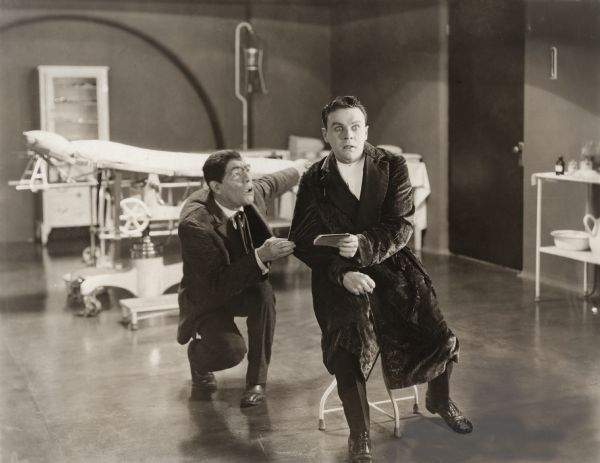
In una sala operatoria, Robert Sandell è scioccato da ciò che ha appena letto in un blocco di appunti che il gobbo dott. Lamb gli ha dato.
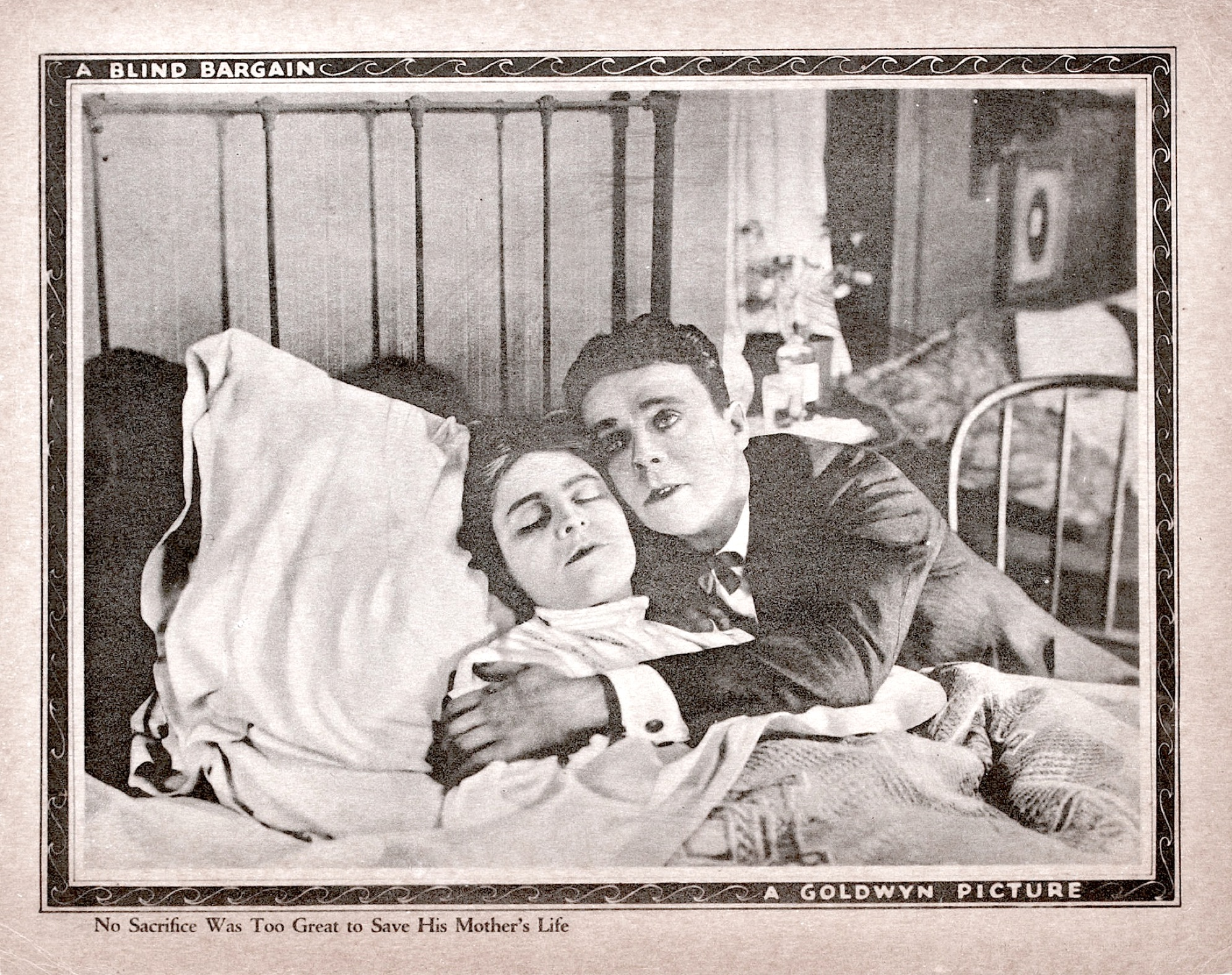
Una locandina del film, con Raymond McKee come personaggio principale, con la madre.

## Produzione
Il film fu prodotto dalla Goldwyn Pictures Corporation.

## Distribuzione
Il copyright del film, richiesto dalla Goldwyn Pictures, fu registrato il 21 novembre 1922 con il numero LP18423.
Distribuito dalla Goldwyn Distributing Company, il film uscì nelle sale cinematografiche statunitensi il 3 dicembre 1922.
Non si conoscono copie ancora esistenti della pellicola che viene considerata presumibilmente perduta
.